# Festiwal Polskiej Muzyki Dawnej
Festiwal Polskiej Muzyki Dawnej – festiwal muzyczny, odbywający się na terenie gminy Ożarów Mazowiecki.

## Charakterystyka
W założeniu festiwal ma na celu prezentację arcydzieł muzyki dawnej, a w szczególności przywracanie do repertuaru utworów wartościowych a zapomnianych oraz ich twórców działających w Rzeczypospolitej w XVI–XVIII wieku.
Dyrektorem artystycznym festiwali jest Mariusz Latek. Na festiwalu prezentowane są utwory odkryte i zrekonstruowane przez ks. dra Dariusza Smolarka. Wśród kompozytorów prezentowanych na festiwalu byli: Leopold Pych, Simon Ferdinand Lechleitner, Bartłomiej Pękiel, Piotr z Grudziądza, Franciszek Caspar, Adam Jastrzębski.

## Historia
Koncerty odbywają się w kościołach znajdujących się na terenie gminy Ożarów Mazowiecki, są to:
- kościół NMP Królowej Apostołów w Ołtarzewie,
- kościół św. Wojciecha w Płochocinie,
- Sanktuarium Miłosierdzia Bożego w Ożarowie Mazowieckim.

### I Festiwal Polskiej Muzyki Dawnej
Pierwsza edycja festiwalu miała miejsce w 2016 w dniach 29 maja w kościele w Ołtarzewie, a następnie 12 czerwca w Płochocinie i zakończenie w Sanktuarium w Ożarowie 26 czerwca. Zaprezentowane została koncertowa wersja Nieszporów o Najświętszej Maryi Pannie Leopolda Pycha. Wykonawcami byli soliści wrocławskiego Narodowego Forum Muzyki wraz z zespołem Collegium Musicum Varsoviensis. Koncert prowadziła dyrygent i chórmistrz z Wrocławia Agnieszka Franków-Żelazny. 
Kolejny koncert został przedstawiony w Płochocinie i również była to muzyka L. Pycha. Dyrygował Mariusz Latek a wykonana została Msza Uroczysta S-dur czyli Missa Solemnis. W trzecim koncercie zagrane zostały utwory Simona Ferdinanda Lechleitera kompozytora pochodzącego z Austrii, który mieszkał i tworzył w Polsce, były to Nieszpory oraz Exultate Jubilate.

### II Festiwal Polskiej Muzyki Dawnej
Druga edycja festiwalu odbyła się w 2017, od 11 do 25 czerwca. Koncert inauguracyjny odbył się w Ołtarzewie. Prezentowana była muzyka Bartłomieja Pękla: Dulcis in Jesu, Ave Maria oraz Audite mortales. Wykonawcami był Kameralny Zespół Wokalny Favola in Musica pod dyrekcją Roberta Lawrence'a. W Płochocinie na drugim koncercie wystąpił zespół Ars Nova z solistami Eweliną Siedlecką-Kosińską i Karolem Bartosińskim. Przedstawiono utwory Piotra z Grudziądza, Mikołaja Gomółki, Wacława z Szamotuł i Jakuba Sowy. Ostatni koncert odbył się w Sanktuarium w Ożarowie. Zaprezentowane zostały utwory dwóch kompozytorów: Franciszka Caspara Litania de Beata Maria Virgine oraz Tomaso Albioniego Magnificat. Z festiwalową orkiestrą Collegium Musicum Vasoviensis występował ożarowski chór Ab Imo Pectore.

### III Festiwal Polskiej Muzyki Dawnej
Trzecia edycja festiwalu odbyła się w 2021 od 6 do 20 czerwca. Inauguracja odbyła się w Płochocinie i zaprezentowano utwory m.in. Mikołaja Gomółki, Jana Sebastiana Bacha oraz G.P. Telemana. Wystąpił zespół muzyki dawnej Kapela Polonica z solistką Warszawskiej Opery Kameralnej Barbarą Rogalą. Drugi koncert odbył się w Ożarowie i wystąpił zespół muzyki dawnej Musarion pod kierownictwem Judyty Tupczyńskiej. Prezentowanymi kompozytorami byli: Adam Jarzębski, G.Ph. Telemann i Antonio Bartelli. W ostatnim koncercie w Ołtarzewie wystąpił Musarion oraz chór Ab Imo Pectore. Zaprezentowano dwa utwory S.F. Lechleitnera Exultate Jubilate i Requiem Es-dur. Były to prawykonania zapomnianych utworów, zrekonstruowanych przez ks. dra Dariusza Smolarka.

### IV Festiwal Polskiej Muzyki Dawnej
Pod koniec czerwca 2022 odbyła się IV edycja Festiwalu. Inauguracja miała miejsce w Sanktuarium Miłosierdzia Bożego w Ożarowie Mazowieckim. Wystąpił zespół Kapela Polonica z Barbarą Rogalą. Aryści wykonali utwory takich kompozytorów, jak: Mikołaj Gomółka, Marcin Józef Żebrowski i Georg Philipp Telemann. Drugi koncert odbył się w Płochocinie i wystąpił duet Judyta Tupczyńska (skrzypce barokowe) i Patrycja Domagalska-Kałuża (klawesyn). Usłyszeliśmy utwory m.in. Bartolomeo Selmma y Salvedere, Aldebrando Subissatiego, G.Ph. Telemanna i Heinricha Ignaza von Bibera. W kościele NMP Królowej Apostołów w Ołtarzewie był trzeci koncert Festiwalu, na którym wystąpił zespół muzyki dawnej Musarion wraz z zespołem wokalnym Collegium Musicum Varsoviensis pod dyrekcją Mariusza Latka. Artyści wykonali dwie kompozycje: o. Benedictus Xistus Policki (1725-1779) - Missa in G oraz kompozytor znany pod pseudonimem Oliva (XVIII w.) – Vesperae Rurales Duplex in C.